# ヴィトルト・ヴァシチコフスキ
ヴィトルト・ヤン・ヴァシチコフスキ（ポーランド語: Witold Jan Waszczykowski  聴く 1957年5月5日 - ）は、ポーランドの政治家。2015年より2018年まで同国外務大臣を務めた。所属政党は法と正義 (PiS)。

## 経歴

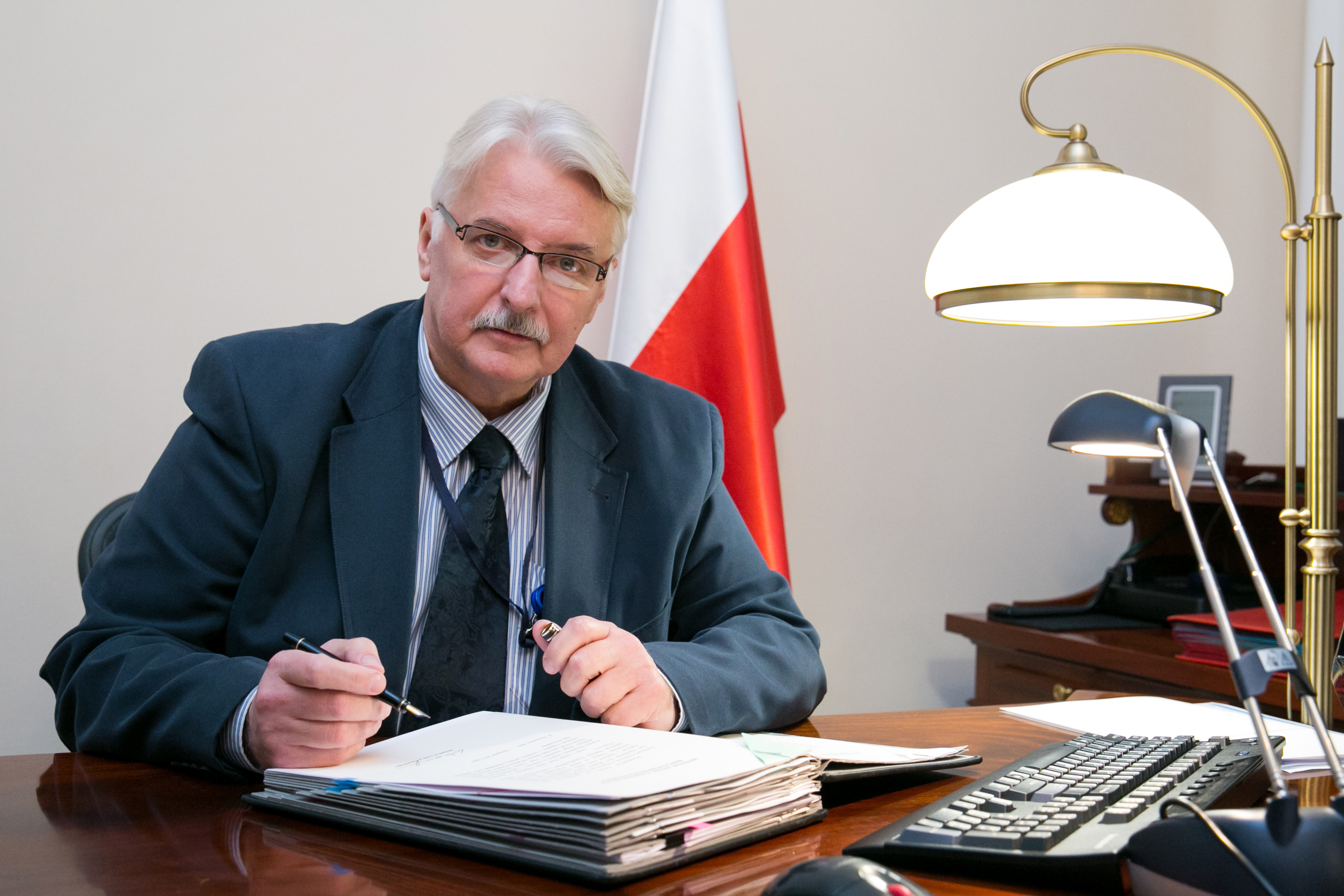
外相に就任したヴァシチコフスキ

1957年、ポーランド中部のウッチ県ピョートルクフ・トルィブナルスキに誕生。1980年にウッチ大学を卒業し歴史の修士号を取得、1991年に米国オレゴン大学で国際関係学の修士号を得る。1992年から翌年までスイスのジュネーブ安全保障政策センターで学び、1993年にウッチ大学より博士号を取得。
1992年にポーランド外務省に入省。1999年から2002年まで駐イラン特命全権大使を務める。2005年から2008年まで外務次官、2008年から2010年まで国家安全保障局次長を歴任。
2011年10月9日の議会選挙で当選し、ポーランド共和国下院（セイム）の議員となる。2015年10月25日の議会選挙でも再選した。2015年の選挙ではPiS党が単独で過半数の議席を獲得し、与党の市民プラットフォームより政権を奪還することになった。2015年11月16日にPiS副党首のベアタ・シドゥウォがポーランドの首相に就任し、シドゥウォ内閣のもとでヴァシチコフスキは外務大臣に就任した。2018年1月に内閣改造で外務大臣を退任。